# Horace Parlan
Horace Parlan (Pittsburgh, Estados Unidos; 19 de enero de 1931-Korsør, Dinamarca; 23 de febrero de 2017) fue un pianista estadounidense de jazz encuadrado en el estilo hard bop. 

## Biografía
Horace Parlan había comenzado a estudiar piano a una edad muy temprana, pero tuvo la desgracia de contraer la poliomielitis en su niñez, quedando parcialmente paralítico del lado derecho de su cuerpo. Sin embargo, con la ayuda de sus profesores privados Mary Alston y Wyatt Ruther consiguió proseguir sus estudios pianísticos desarrollando una singular técnica de ejecución con la mano izquierda.
Parlan comenzó su carrera profesional en la década de los 50 tocando en distintas bandas locales de rythm & blues, excepción hecha de una breve colaboración con Sonny Stitt. En 1957 se unió a la banda del famos contrabajista Charles Mingus con quien permaneció dos años, trasladándose de Pittsburgh a Nueva York. De 1960 a 1961 trabajó con Booker Ervin, en 1962 participó en el quinteto de Eddie Davis y Johnny Griffin, de 1963 a 1966 con Rahsaan Roland Kirk, además de editar durante toda la década varios álbumes de éxito en la prestigiosa Blue Note Records. En 1973, aprovechando el auge del jazz que estaba teniendo lugar en los países escandinavos, se traslada a Copenhague y allí comienza a editar una serie de importantes álbumes para SteepleChase Records, algunos de ellos grabados con músicos locales y otros con músicos americanos residentes, como Dexter Gordon o Archie Shepp. En los 80 grabó con Red Mitchell, con Frank Foster y con Michal Urbaniak.

## Valoración y estilo
Parlan siempre citó a Ahmad Jamal y a Bud Powell como sus principales influencias, pero el influjo de Mingus en su música y la proyección que consiguió bajo su liderazgo fueron también muy notables. Su característico estilo al piano, deudor en parte de sus raíces blueseras y del R & B, combina unas frenéticas frases de gran energía rítmica con la mano derecha y originales acordes con la mano izquierda. De entre sus discos, siempre una calidad exquisita, destacan sus colaboraciones con el saxofonista Archie Shepp, con quien estableció una singular química que les llevó a explorar a fondo las raíces del blues y del gospel.

## Fallecimiento
Falleció el 23 de febrero de 2017 a los 86 años de edad.

## Discografía

### Como líder
- Movin' & Groovin' (Blue Note, 1960)
- Us Three (Blue Note, 1960)
- Speakin' My Piece (Blue Note, 1960)
- Headin' South (Blue Note, 1960)
- On the Spur of the Moment (Blue Note, 1961)
- Up & Down (Blue Note, 1961)
- Happy Frame of Mind (Blue Note, 1963)
- Arrival (Steeplechase, 1974)
- No Blues (Steeplechase, 1975)
- Frank-ly Speaking (Steeplechase, 1977)
- Goin' Home (Steeplechase, 1977)
- Trouble in Mind (de Archie Shepp) (Steeplechase, 1977)
- Blue Parlan (Steeplechase, 1978)
- Hi-Fly (Steeplechase, 1978)
- Musically Yours  (Steeplechase, 1979)
- The Maestro (Steeplechase, 1979)
- Pannonica (Enja Records|Enja, 1981)
- LLike Someone in Love (Steeplechase, 1983)
- Glad I Found You (Steeplechase, 1984)
- Little Esther (Black Saint/Soul Note|Soul Note, 1987)
- Alone (Steeplechase)

### Comosideman
Con Lou Donaldson
- The Time is Right (1959)
- Sunny Side Up (1960)
- Midnight Sun (1960)

Con Pierre Dorge
- The Jazzpar Prize (1992)

Con Dexter Gordon
- Doin' Allright (1961)

Con Roland Kirk
- Gifts & Messages (1964)
- Slightly Latin (1965)

Con Charles Mingus
- Blues & Roots (1959)
- Mingus Ah Um (1959)

Con Archie Shepp
- Black Ballads (1992)

Con Zoot Sims
- Motoring Along (1975)

Con Stanley Turrentine
- Look Out! (1960)
- Comin' Your Way (1961)
- Up at "Minton's" (1961)
- Jubilee Shout!!! (1962)
- Salt Song (1971)

Con Tommy Turrentine
- Tommy Turrentine (1960)